# Лесные пожары в Австралии (2019—2020)

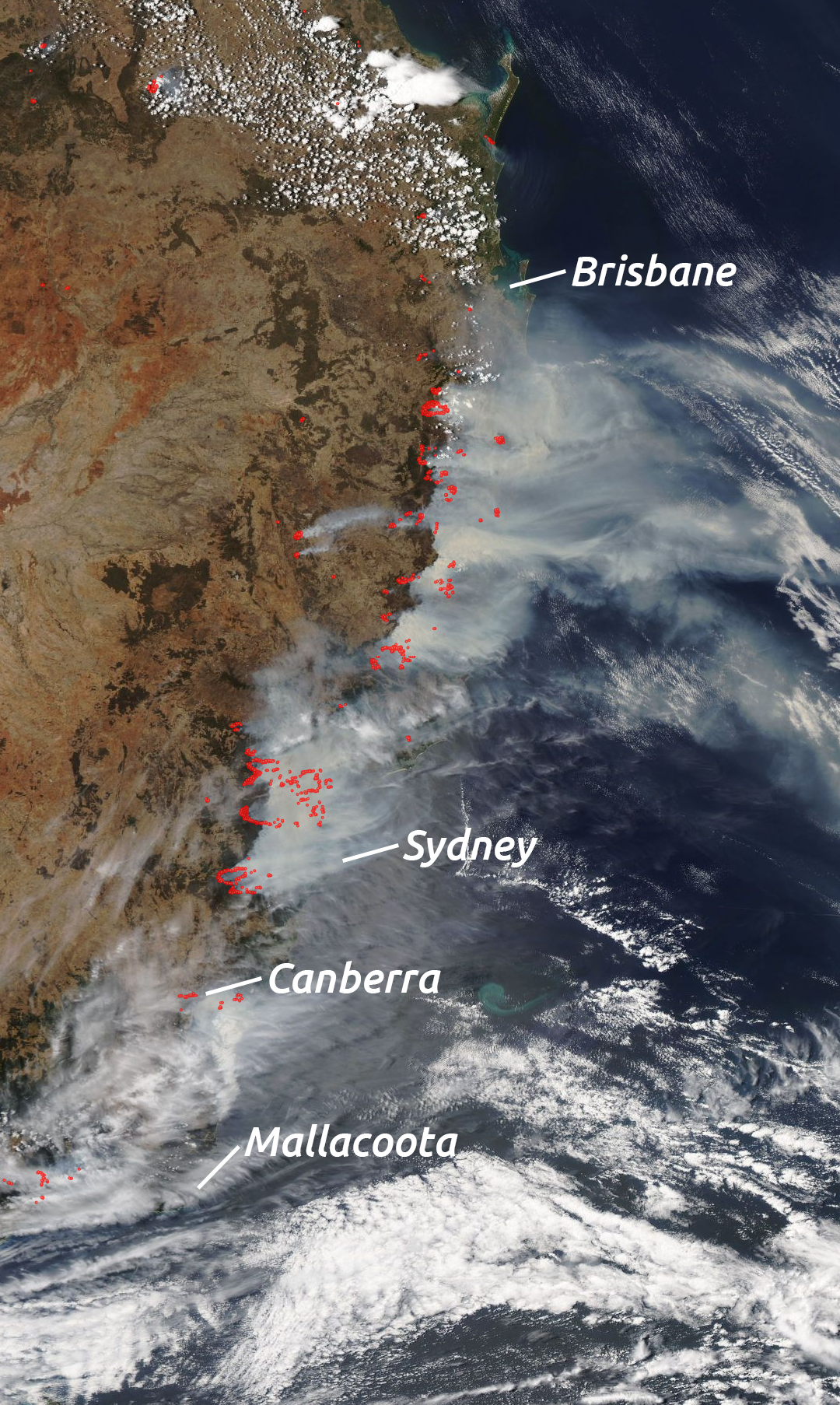
Спутниковый снимок Восточной Австралии, красными точками обозначены места пожаров

Лесные пожары в Австралии, преимущественно на юго-востоке страны, начались в августе 2019 года. Масштаб пожаров значительно превышал средний показатель во время ежегодного сезона засухи, которая длится с декабря по март, в летнее время в Австралии.
Считается, что лесные пожары сезона 2019—2020 годов стали самыми разрушительными за всю историю наблюдений. 

## Хронология
С сентября 2019 года от более чем 100 пожаров страдают крупные территории штата Новый Южный Уэльс, в частности, регионы Северное побережье Нового Южного Уэльса, Среднее Северное Побережье, регион Хантер, город Говкесбери, Воллондилли, окраины города Сидней, Голубые горы, Иллаварра, Южное побережье и другие.
В декабре 2019 года правительство Нового Южного Уэльса объявило чрезвычайное положение в штате в связи с рекордной температурой, длительной засухой и обострением бушующих пожаров.

## Жертвы
С декабря 2019 года в Австралии погибли 24 человека, 6 числятся в списке пропавших без вести. Оценки погибших животных разнятся от 400 млн до 1,25 млрд особей (в том числе коал), и это только млекопитающих, птиц и рептилий (не считая земноводных, насекомых и других беспозвоночных). Также сгорело около 200 жилых домов. Тысячи людей вынуждены покинуть свои дома. Со времени начала пожаров, по оценкам специалистов, огонь выжег территории, превышающие 20 млн га.
В результате пожаров сгорело около 18 миллионов гектаров лесов (180 000 км²), огнём уничтожено более 2500 строений (включая более 1300 жилых домов) и погибло 34 человека.

## Причины
Главными непосредственными причинами пожара стали рекордные жара и засуха, частые удары молний во время гроз в регионе, непреднамеренные и преднамеренные поджоги, а также и другие причины.
Есть также мнения — опубликованные американским ультраправым веб-сайтом Breitbart News отрицателем Джеймсом Делингпоулом и перекликающиеся со статьёй Tim Blair в британском консервативном журнале The Spectator — что причиной большого масштаба пожаров стали австралийские экоактивисты, природозащитная деятельность которых вынудила власти Австралии штрафовать людей за чрезмерную вырубку деревьев вокруг их участка (упоминаются конкретные судебные случаи в 2004 и 2014 годах) и запретить собирание валежника и дров в национальных парках. Необдуманный (или обдуманный, но политически мотивированный) запрет этих мероприятий — приравниваемых предвзятыми журналистами к стандартным профилактическим противопожарным мерам — способствовал созданию пожароопасной обстановки, не замедлившей проявиться при наступлении очередного пожароопасного периода. Тем не менее, для полноты картины, стоит рассмотреть новости, опубликованные национальной общественной вещательной корпорацией Австралии, и отметить, что создание противопожарных разрывов и другие меры противопожарной профилактики в 2019 году не уступали таковым предпринятым в прошлые годы; несмотря на сложность сравнения в силу наличия различных организаций в разных штатах.

## Последствия
Из-за пожаров был отменён финальный этап чемпионата мира по ралли 2019. Гонка должна была пройти именно в той местности, которую охватило стихийное бедствие.